# Den Danske Filmskole
Den Danske Filmskole (Deense filmschool) is een Deense instelling voor hoger kunstonderwijs die valt onder het Deens ministerie van cultuur (Kulturministeriet). De instelling biedt onderwijs in film, televisie en andere mediagerelateerde producties. De school heeft ongeveer 100 studenten en is gelegen in Holmen in het havengebied van Kopenhagen .

## Geschiedenis
De filmschool werd opgericht in 1966 door filmregisseur Theodor Christensen en is de enige staatshogeschool voor film- of televisieproducties. De opleidingen waren verspreid over verschillende locaties tot ze in 1998 op de huidige locatie terechtkwamen. Om te worden toegelaten tot de school dienen toekomstige studenten een werk in te zenden. Elk jaar komt er plaats voor zes nieuwe studenten vrij in elk van de vier studierichtingen: film, animatie, televisie en scenarioschrijven. De opleidingen duren 4 jaar, met uitzondering van de opleiding animatie die 4,5 jaar duurt.
Jens Christian Lauritzen was de eerste rector van 1966 tot 1969. Sinds 2014 wordt de school bestuurd door Vinca Wiedemann.

## Alumni
- Bille August (1973, afgestudeerd in cinematografie)
- Krass Clement (1978)
- Rumle Hammerich (1979)
- Åke Sandgren (1979)
- Lars Von Trier (1982)
- Vladimir Oravsky (1982)
- Lone Scherfig (1984)
- Susanne Bier (1987)
- Niels Arden Oplev (1987)
- Anthony Dod Mantle (1989)
- Carsten Fromberg (1989)
- Thomas Vinterberg (1993)
- Per Fly (1993)
- Peter Flinth (1993)
- Ole Christian Madsen (1993)
- Reza Parsa (1995)
- Anders Morgenthaler (1998)
- Dagur Kári (1999)
- Pernille Fischer Christensen (1999)
- Christoffer Boe (2001)
- Daniel Espinosa (2001)
- Eva Mulvad (2001)
- Anders August (2007)